# Podivín
Podivín (in tedesco Kostel) è una città della Repubblica Ceca facente parte del distretto di Břeclav, in Moravia Meridionale.

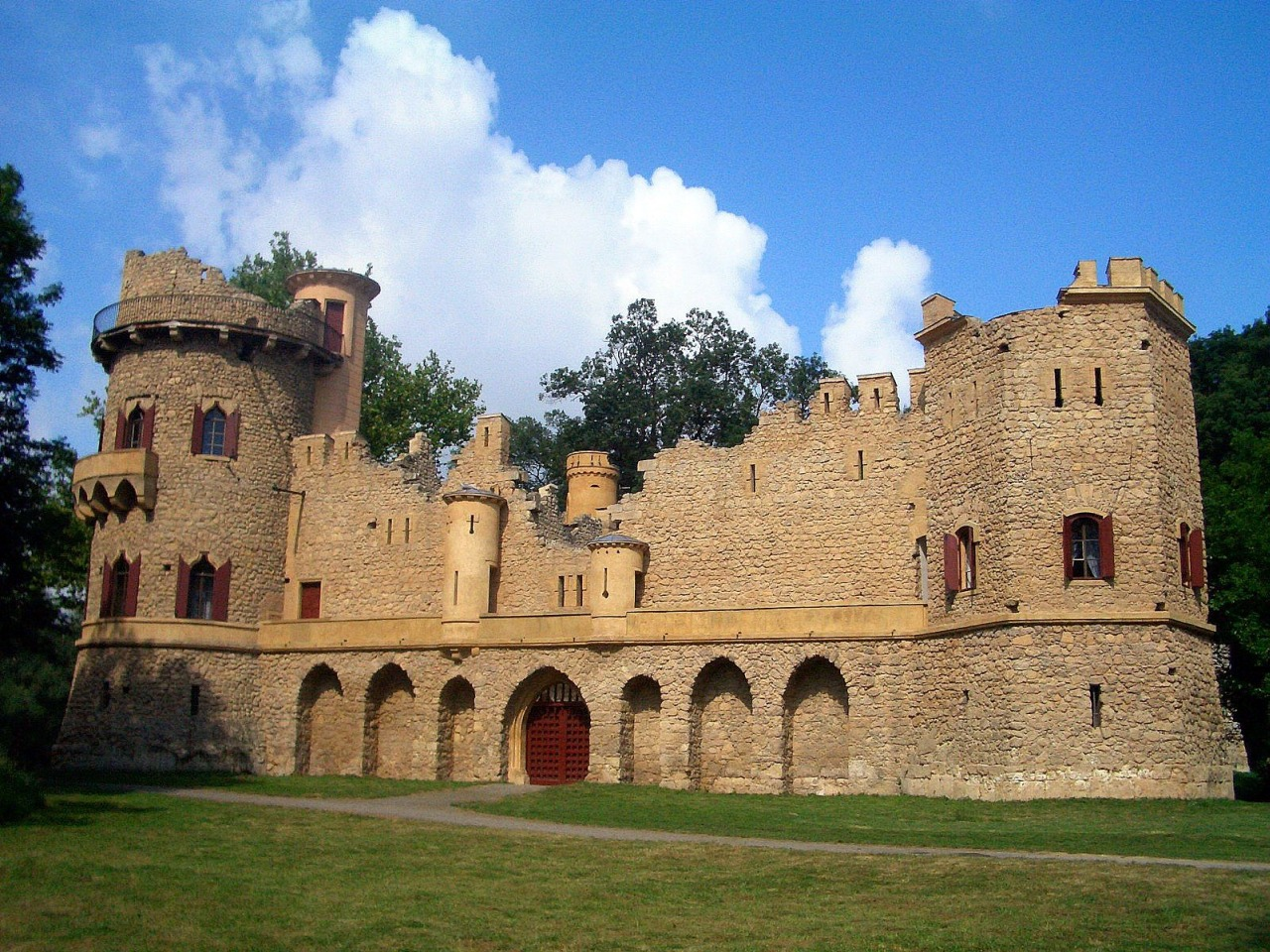
Janův Hrad

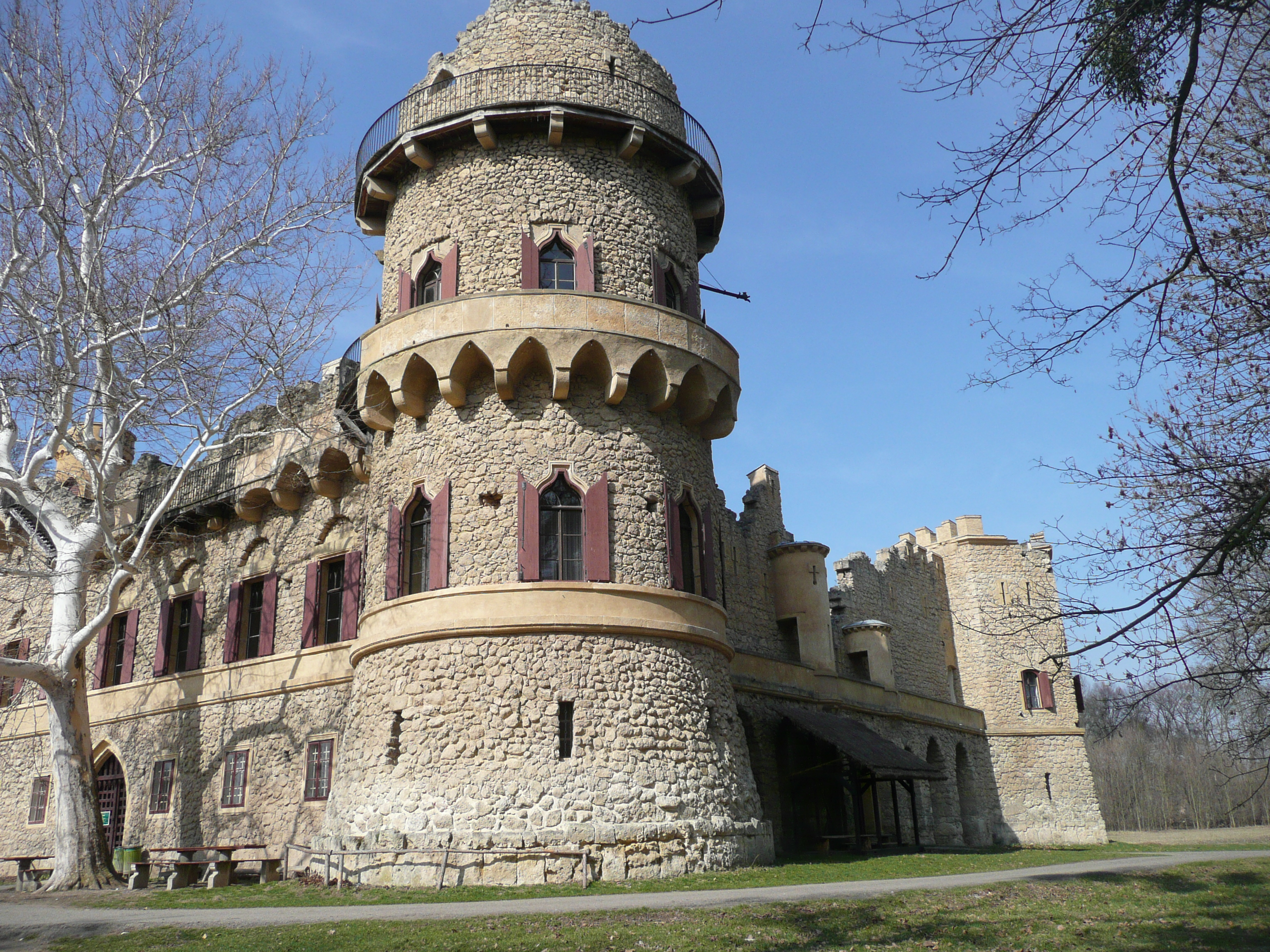
La torre del castello

## Castello Janův Hrad
Il castello Janův Hrad (in tedesco Johannes Burg) è un edificio in stile neomedievale, costruito nel parco dell'area Lednice-Valtice nel 1807-1810, come imitazione romantica di rovine antiche.
Gli arredamenti dell'epoca comprendono anche un'esposizione sulla caccia, con trofei, uccelli e altri animali imbalsamati.